# Отовиці
Отовиці (пол. Otowice, нім. Ottowitz) — село в Польщі, у гміні Домброва-Хелмінська Бидґозького повіту Куявсько-Поморського воєводства.
Населення — 177 осіб (2011).
У 1975-1998 роках село належало до Бидгощського воєводства.

## Демографія
Демографічна структура станом на 31 березня 2011 року:
|          | Загалом | Допрацездатний вік | Працездатний вік | Постпрацездатний вік |
| -------- | ------- | ------------------ | ---------------- | -------------------- |
| Чоловіки | 87      | 22                 | 57               | 8                    |
| Жінки    | 90      | 21                 | 52               | 17                   |
| Разом    | 177     | 43                 | 109              | 25                   |